# Oedalechilus
Oedalechilus is een geslacht van straalvinnige vissen uit de familie van harders (Mugilidae). Het geslacht is voor het eerst wetenschappelijk beschreven in 1903 door Fowler.

## Soorten
- Oedalechilus labeo (Cuvier, 1829)
- Oedalechilus labiosus (Valenciennes, 1836)